# Константин Федин
Константин Александрович Федин е руски и съветски писател.

## Биография
Константин Федин е роден на 12 февруари (24 февруари стар стил) 1892 г. в Саратов в семейството на собственик на магазин за канцеларски материали. През 1911 г. постъпва в Московския институт по търговия. През 1914 г. е изпратен в Германия, за да усъвършенства своя немски език. Началото на Първата световна война го принуждава да остане в Германия до прекратяването на военните действия.
В края на 1918 г. се завръща в Русия и се установява в гр. Сизран. През февруари 1919 г. организира и редактира литературно-художественото списание „Отлики“. Сътрудничи на вестниците: „Известия Сызранских Советов“, „Алый путь“ и „Сызранский коммунар“. В Сизран написва своите първи разкази: „Счастье“ и „Дядя Кисель“.
От 1921 г. е участник в литературния кръг „Серапионови братя“. През 1927 г. участва в написването на колективния роман „Големия пожар“, публикуван в списанието „Огонёк“. От 1933 до 1935 г. Федин работи над романа „Похищението на Европа“ – първия в съветската литература политически роман.
През 1958 г. става академик на Академията на науките на СССР. От 1959 до 1971 г. е първи секретар и от 1971 до 1977 г. е председател на Съюза на писателите на СССР.
Константин Федин умира на 15 юли 1977 г. Погребан е в Москва на Новодевическото гробище.

## Награди
- Герой на социалистическия труд (1967)
- Сталинска премия, 1-ва степен – за романите „Първи радости“ (1945) и „Необикновено лято“ (1947 – 1948)
- орден „Октомврийска революция“
- 4 ордена „Ленин“